# Stack Pierce
Robert Stack Pierce (* 15. Juni 1933; † 1. März 2016) war ein US-amerikanischer Schauspieler und Sportler. Seine Karriere vor der Kamera umfasst mehr als vier Jahrzehnte.

## Leben
Pierce wurde 1933 geboren. In seiner Jugend wurde er Landesmeister im Boxen.
Nach dem Abschluss der High School trat er der United States Air Force (USAF) bei, in der er als Flugzeugmechaniker arbeitete. Während seiner Zeit beim Militär begann er Baseball bei den Special Services zu spielen.
Pierce war vom 6. Oktober 1961 bis zu ihrem Tod am 28. Juni 1998 mit Marion Jean Johnson verheiratet; das Paar hatte zwei Söhne und eine Tochter und lebte zuletzt gemeinsam in Palm Desert. Robert Stack Pierce verstarb im Alter von 82 Jahren.

## Karriere
Die Cleveland Indians wurden auf Pierce während seiner Militärzeit aufmerksam und er erhielt einen Vertrag für die Baseball-Major League. Die Milwaukee Braves übernahmen seinen Vertrag und er spielte insgesamt sechs Jahre professionell Baseball für die Mannschaft.
Nach dem Ende seiner aktiven Sportlaufbahn zogen Pierce und seine Frau Anfang der 1960er Jahre nach Los Angeles. Seine Frau ermutige ihn für sein erstes Stück, Ebonites, vorzusprechen und Pierce begann mit dem Studium der Schauspielerei; zu dieser Zeit war er Mitglied im Ensemble eines Repertoiretheaters.
Seine Karriere vor der Kamera begann 1965 mit einer Nebenrolle in Zeit der Sehnsucht. Es folgten ab Anfang der frühen 1970er Jahre Rollen in Fernsehserien wie Arnie, Room 222, Mannix und Kobra, übernehmen Sie.
1972 trat er in dem Film Cool Breeze in der Rolle des Tinker auf. Danach spielte er Jon Sampson in dem von Jonathan Kaplan inszenierten Film Night Call Nurses, bei dem Roger Cormans Frau Julie Produzentin war. Im selben Jahr trat er in seinem ersten Fred-Williamson-Film Hammer auf, in dem er an der Seite von Bernie Hamilton, Vonetta McGee und William Smith spielte. 1976 folgte der Film No Way Back, in dem er Bernie verkörperte.
Im Juli 1978 nahm Pierce zusammen mit den Musikern Side Effect und D. J. Rogers an Reve Gibsons jährlichem „Youth On Parade“-Programm teil, um eine Auszeichnung entgegenzunehmen.
1980 trat Pierce erstmals in einer Reihe von Leo-Fong-Exploitationfilmen auf. In The Last Reunion (auch: Revenge of the Bushido Blade) spielte er unter der Regie von Jay Wertz die Rolle des Frank Washington, an der Seite von Fong in der Hauptrolle sowie Cameron Mitchell, Hal Bokar, Vic Silayan und Charlie Davao in weiteren Rollen. Im gleichen Jahr wurde er für einen NAACP Image Award für seine Darstellung in der Folge „Sweet Land of Liberty“ der Fernsehserie Quincy nominiert.
Im Grindhouse-Kino-Kultfilm Vice Squad aus dem Jahr 1982 spielte er zusammen mit Wings Hauser und Beverly Todd einen Garagenbesitzer, den Hauser nach seiner Flucht vor der Polizei aufsucht. Neben Chicago Cop spielte er 1983, und im Folgejahr, Captain Jake, den außerirdischen Kommandanten in den Science-Fiction-Fernsehfilmen V. 1984 und 1986 war er in weiteren Leo-Fong-Filmen zu sehen. In Killpoint (1984), bei dem Frank Harris Regie führte, spielte er die Rolle von Nighthawk an der Seite von Cameron Mitchell; in Low Blow (1986) war er als Duke zu sehen, ebenfalls an der Seite von Cameron Mitchell sowie Troy Donahue, Diane Stevenett, Akosua Busia und Woody Farmer. Nennenswert sind seine Rollen in The Messenger von 1986 und in Wieder Ärger mit Bernie im Jahr 1993. In Paolo Mazzucatos Film Moonbase spielte er 1997 die Rolle des Will.
Nach dem Krebstod seiner Frau Marion im Juni 1998 zog er sich weitestgehend von der Arbeit vor der Kamera zurück und führte bei einigen Theaterstücken Regie, darunter A Raisin in the Sun, My Brothers’ Blood, In My Father’s House und One Last. Seine letzte schauspielerische Arbeit war 2005 eine Rolle in dem Leo-Fong-Film Transformed – zusammen mit Fred Williamson, Ken Moreno und Tadashi Yamashita.
2006 besann er sich auch auf seine Leidenschaft für Baseball und schlug eine neue Karriere als Trainer ein, bis er im Jahr 2012 einen Schlaganfall erlitt:

“Aside from losing my wife, it was the most devastating experience of my life. […] Since my stroke, I’ve had time to think about what happened and I see things differently than I did at first.”

„Abgesehen davon, dass ich meine Frau verloren habe, war das die verheerendste Erfahrung meines Lebens. [...] Seit meinem Schlaganfall hatte ich Zeit über das Geschehene nachzudenken, und ich sehe die Dinge anders als am Anfang.“

Pierce war auch Gast in der Radiosendung On Deck von Michael Dante.
Im deutschen Sprachraum wurde Pierce unter anderem von Alexander Allerson, Jörg Döring, Norbert Gastell, Achim Geisler, Kurt Goldstein, Roland Hemmo, Alexander Herzog, Claus Jurichs, Randolf Kronberg, Raimund Krone, Gerhard Marcel, Peter Musäus, Peter Neusser, Manfred Petersen, Manfred Richter, Karl Schulz, Jochen Striebeck, Herbert Weicker und Claus Wilcke synchronisiert.

### Jugend- und Wohltätigkeitsarbeit
In seinen späteren Jahren engagierte sich Pierce in der Jugend- und Wohltätigkeitsarbeit.
So beteiligte er sich am „Youth Empowerment Program“ der Multicultural Golf Association of America und war Mitglied von Speakers International.
Im August 2011 war er zusammen mit der Basketball-Legende Lenny Wilkens an einer Spendenaktion der Lenny-Wilkens-Foundation für die „Odessa Brown Children’s Clinic“ beteiligt. Im Dezember desselben Jahres war Pierce zusammen mit Johnny Bench, Sam Boghosian, Billy Erickson, Patrick Evans, Ron Fairley, Barry Jaeckel, Tom Kennedy, UCPIE-Vorstandsmitglied Kris Long, Dan McGrath, Ron Māsak, Bill Marx, Nolan North und Frankie Randall einer der prominenten Golfer beim 16. jährlichen Turnier der „Dennis James Golf Classic“.
Trotz seines Schlaganfalls, dessen Symptome er in einer Reha-Einrichtung in Palm Springs behandeln ließ, nahm er am 28. August 2014 am 13. jährlichen Mudcat-Grant-Golfturnier in Binghamton im US-Bundesstaat New York teil; es handelte sich um seine zehnte Teilnahme an diesem Golfturnier. Die Erlöse kamen unter anderem dem Boys & Girls Club of Binghamton, Catholic Charities, der Broome County Urban League und CHOW zugute. Weitere prominente Teilnehmer im Jahr 2014 waren Freund und Kollege Fred Williamson, Meadowlark Lemon, Gina „Chirpie“ Casey, Vernon Law, Al Downing, Fergie Jenkins, Michael Norris, J.R. Richard, Cliff Johnson und Bob Kendrick.

## Filmografie (Auswahl)

### Film
- 1971: The Deadly Dream (Fernsehfilm)
- 1971: Killersatelliten (Fernsehfilm)
- 1972: Cool Breeze
- 1972: Night Call Nurses
- 1972: Hammer
- 1972: Trouble Man
- 1973: Gefährlicher Ruf (Fernsehfilm)
- 1973: Jarrett (Fernsehfilm)
- 1973: Trader Horn
- 1973: Ein Fall für Cleopatra Jones
- 1974: The Healers (Fernsehfilm)
- 1974: Samstagnacht im Viertel der Schwarzen
- 1974: Auf eigene Gefahr
- 1974: Anwalt gegen das Gericht (Fernsehfilm)
- 1975: A Cry for Help (Fernsehfilm)
- 1975: Das Nervenbündel
- 1975: Cornbread, Earl and Me
- 1975: Psychic Killer
- 1976: Helter Skelter – Die Nacht der langen Messer (Miniserie)
- 1976: Louis Armstrong – Chicago Style (Fernsehfilm)
- 1976: Kein Weg zurück
- 1976: Kiss Me, Kill Me (Fernsehfilm)
- 1977: Ich bin der Größte
- 1977: Lach’ mit Lucille Ball: Ein ganz besonderer Gast zum Dinner (Fernsehfilm)
- 1978: Black Tiger
- 1979: Flesh & Blood (Fernsehfilm)
- 1980: Alcatraz (Fernsehfilm)
- 1980: The Last Reunion
- 1981: Charlie and the Great Balloon Chase (Fernsehfilm)
- 1982: Nachtratten
- 1983: V (Miniserie)
- 1983: WarGames – Kriegsspiele
- 1983: Chicago Cop (The Big Score)
- 1983: Sawyer and Finn (Fernsehfilm)
- 1984: V (Miniserie)
- 1984: Killpoint
- 1985: 24 Hours to Midnight
- 1986: Born American
- 1986: Deadly Weapon – Ein Mann für Gerechtigkeit
- 1986: Der Patriot
- 1986: The Messenger
- 1988: Todesspiele (Fernsehfilm)
- 1988: Crash Course
- 1988: Eyes of the Dragon 2 – Bloodstreet
- 1989: Enemy Unseen – Unsichtbare Feinde (Enemy Unseen)
- 1990: No Witnesses
- 1991: Harlem Action
- 1993: Wieder Ärger mit Bernie
- 1994: Der lange Weg aus der Nacht (Fernsehfilm)
- 1997: Ein brennendes Verlangen (Video)
- 1997: Moonbase
- 2005: Transformed (Video)

### Fernsehen
- 1965: Zeit der Sehnsucht
- 1970: Arnie
- 1970: Nancy
- 1970: The Interns
- 1971: Dan Oakland
- 1971: The Bold Ones: The Senator
- 1971: Room 222
- 1971–1974: Mannix
- 1972: Twen-Police
- 1972: Kobra, übernehmen Sie
- 1972–1975: Cannon
- 1973: The Bold Ones: The New Doctors
- 1973–1974: Die Straßen von San Francisco
- 1973–1975: Police Story – Immer im Einsatz
- 1974: FBI
- 1974–1975: Notruf California
- 1974–1975: Ein Sheriff in New York
- 1974–1976: Der Sechs-Millionen-Dollar-Mann
- 1975: Dr. med. Marcus Welby
- 1975: Die Rookies
- 1975: Baretta
- 1975: That’s My Mama
- 1975–1976: Bronk
- 1975–1976: Bumpers Revier
- 1975–1978: Die Zwei mit dem Dreh
- 1976: Joe Forrester
- 1976: The Quest
- 1977: Die Sieben-Millionen-Dollar-Frau
- 1977: Junge Schicksale
- 1978: Wonder Woman
- 1978: Imbiß mit Biß
- 1979: Starsky & Hutch
- 1979: Good Times
- 1979: Scooby und Scrappy-Doo
- 1979–1980: Der unglaubliche Hulk
- 1979–1982: Quincy
- 1980: Palmerstown, U.S.A.
- 1981: Sheriff Lobo
- 1981: The White Shadow
- 1982: Matt Houston
- 1983: T. J. Hooker
- 1983–1985: Ein Colt für alle Fälle
- 1983–1987: Polizeirevier Hill Street
- 1983–1991: Unter der Sonne Kaliforniens
- 1984: Hardcastle & McCormick
- 1984: Lotterie
- 1985: Harrys wundersames Strafgericht
- 1985: Berrenger’s
- 1987: 227
- 1990: Cheers
- 1990: Ruhe sanft mit Ernie Lapidus
- 1990: Raumschiff Enterprise – Das nächste Jahrhundert (The Defector)
- 1991: Geschichten aus der Gruft
- 1991: Der Chaos-Clan
- 1992: Columbo: Bluthochzeit (No Time to Die)
- 1992: Homefront
- 1993: Echt super, Mr. Cooper
- 1994: Beverly Hills, 90210
- 1995: The Wayans Bros.
- 1995: The Parent ’Hood
- 1997: L.A. Heat